# Kevin Stitt
John Kevin Stitt, född 28 december 1972 i Miami i Florida, är en amerikansk affärsman och republikansk politiker från Tulsa, Oklahoma.  Han är guvernör i Oklahoma sedan den 14 januari 2019. Han besegrade demokraten Drew Edmondson år 2018. Stitt är den andra indianen som tjänar som guvernör i Oklahoma efter Johnston Murray. 
Stitt växte upp i Norman, Oklahoma, där hans far var pastor. Han tog en examen i bokföring från Oklahoma State University.   
Stitt är en "politisk outsider", vilket innebär att han aldrig har kandiderat för något politiskt ämbete förut. Hans plattform är inriktad på fem pelare: statens effektivitet, utbildning, ekonomisk tillväxt, infrastruktur och hälso- och sjukvård.
Stitt gifte sig med Sarah Hazen år 1998 och paret har sex barn.
I juli 2020 meddelade han att han hade smittats av Covid-19.